# Мизин, Игорь Александрович
И́горь Алекса́ндрович Ми́зин (1935—1999) — советский и российский учёный, специалист в области вычислительной техники и телекоммуникационных сетей; генерал-майор в запасе, академик РАН (1997). С 1989 года возглавлял Институт проблем информатики АН СССР (после 1991 года — РАН), с 1997 года работал генеральным конструктором НИИ автоматической аппаратуры им. Семенихина. Лауреат Ленинской премии.

## Биография
Игорь Александрович Мизин родился в Москве в 1935 году. Его отец — Александр Михайлович Мизин — военный, инженер-полковник в отставке. Мать — Александра Ануфриевна Мизина — профессиональная машинистка. В 1952 году Игорь Александрович окончил школу с золотой медалью и, следуя семейным традициям, поступил в военно-воздушную инженерную академию им. Н. Е. Жуковского, где проучился вплоть до 1959 года, опубликовав во время обучения свою первую работу, посвящённую принципам односторонней радиосвязи.
По окончании академии Игорь Александрович был направлен в НИИ-101 Министерства радиотехнической промышленности СССР для автоматизации специальных систем, ныне НИИ автоматической аппаратуры им. В. С. Семенихина, где дошёл до 1989 года по служебной лестнице до заместителя директора по научной работе, а также получил звание генерал-майора.
В 1966 году он получил звание кандидата наук, а в 1972 году защитил и докторскую диссертацию. В 1984 году Мизин избран членом-корреспондентом АН СССР, а в 1997 году стал действительным членом РАН. В период с 1989 по 1999 год возглавлял Институт проблем информатики АН СССР (РАН). Профессор, с 1989 года заведующий кафедрой МИРЭА.
8 сентября 1999 года, после тяжёлой болезни, Игорь Александрович скончался. Он похоронен на Востряковском кладбище в Москве

## Научная деятельность
Основные направления деятельности И. А. Мизина:
- информационно-телекоммуникационные технологии;
- построение крупномасштабных информационно-вычислительных и коммуникационных сетей;
- технические и программные средства для крупномасштабных сетей;
- проблемы передачи и защиты информации в крупных сетях и системах управления;
- автоматизированные системы управления.

В области больших коммуникационных сетей И. А. Мизин добился успеха при решении проблем объединения многоузловых сетей, в разработке алгоритмов маршрутизации и адресации в условиях изменяющейся структуры сети, а также в решении проблемы снижения нагрузки при случайных перегрузках сети. За цикл работ об аппаратно-программных комплексах крупных информационных систем в 1980 году И. А. Мизин удостоен Ленинской премии. За создание автоматизированных комплексов по управлению сетью и восстановлению её структуры в 1987 году учёный награждён Государственной премией СССР.

Могила Мизина на Востряковском кладбище Москвы.

## Основные работы
- Передача информации в сетях с коммутацией сообщений. 2-е изд. М., 1977 (совм. с Л. С. Уринсоном, Г. К. Храмешиным);
- Сети коммутации пакетов. М., 1986 (совм. с В. А. Богатырёвым, А. П. Кулешовым);
- Мизин И. А., Аничкин С. А., Белов С. А., Бернштейн А. В., Кулешов А. П. Протоколы информационно-вычислительных сетей. М.: Радио и связь, 1990. — 504 с.